# غوران أنتيتش
غوران أنتيتش هو لاعب كرة قدم سويسري في مركز الهجوم، ولد في 4 يوليو 1985 في سويسرا. شارك مع منتخب سويسرا تحت 17 سنة لكرة القدم ومنتخب سويسرا تحت 21 سنة لكرة القدم. أما مع النوادي، فقد لعب مع نادي آراو ونادي فادوتس ونادي فينترتور ونادي نوشاتل زاماكس ونادي ويل.

## وصلات خارجية
- غوران أنتيتش على موقع قاعدة بيانات كرة القدم.إي يو (الإنجليزية)
- غوران أنتيتش على موقع عالم كرة القدم.نت (الإنجليزية)